# 永定路街道 (定西市)
永定路街道是中华人民共和国甘肃省定西市安定区下辖的一个街道办事处。

## 行政区划
永定路街道下辖以下村级行政区划单位：
南街社区、西河社区、东街社区、西街社区、中西社区、永定社区、西川社区、南川社区、西岩社区、东关社区。